# Weirton Gage
Weirton Gage es una variedad cultivar de ciruelo (Prunus domestica), de las denominadas ciruelas europeas,
una variedad de ciruela obtenida como plántula de las "Reinas Claudias" ("Green Gages") por W.H. Divers, Hook, Surrey (Inglaterra).
Las frutas tienen un tamaño medio a grande, color de piel amarillo verdoso o dorado que se cubre de rojo vinoso, con abundante punteado de tamaño diverso, blanquecino sin aureola, perceptible, y pulpa de color verde amarillento, con textura de consistencia mediana, un poco jugosa, y sabor aceptable.

## Historia
'Weirton Gage' es una variedad de ciruela obtenida como plántula de las "Reinas Claudias" ("Green Gages") originalmente criado por W.H. Divers, Hook, Surrey. Recibió el "Premio al Mérito" de la « "Royal Horticultural Society, RHS"»  (Real Sociedad Hortícola) en 1933.
'Weirton Gage' se cultiva en la National Fruit Collection con el número de accesión: 1934 - 010 y nombre de accesión : Weirton Gage. El espécimen fue recibido en el «National Fruit Trials» (Probatorio Nacional de Frutas) en 1934 procedente del vivero de W.H. Divers, Hook, Surrey.

## Características
'Weirton Gage' árbol de vigoroso crecimiento, con ramas largas y robustas que forman una copa ancha, redonda y despeinada, que da frutos irregulares y ocasionalmente abundantes. Requiere suelo ligero y una posición soleada. Las mejores frutas vienen cuando hay un comienzo de verano húmedo y un clima cálido y seco en el período de maduración. Si el clima es al revés, gran parte de la cosecha se pierde por culpa de la monilinia (Podredumbre parda). Tiene un tiempo de floración que comienza a partir del 16 de abril con el 10% de floración, para el 20 de abril tiene una floración completa (80%), y para el 30 de abril tiene un 90% de caída de pétalos.
'Weirton Gage' tiene una talla de tamaño mediano a grande (peso promedio 37.60g.), de forma ovalada, con depresión más o menos acusada en la parte ventral y muy ligera en el tercio inferior dorsal, asimétrica, con un lado ligeramente mayor, con la sutura bien visible, línea de color verdoso indefinido, transparente, en depresión más o menos acusada en toda su extensión; epidermis con pruina blanquecina, muy abundante en las depresiones y ligera en el resto, sin pubescencia, siendo la piel de color amarillo verdoso o dorado que se cubre de rojo vinoso, con abundante punteado de tamaño diverso, blanquecino sin aureola, perceptible; Pedúnculo de longitud mediano o largo (promedio 16.46mm), fino, pubescente, ubicado en una cavidad del pedúnculo de anchura media, poca profundidad, medianamente rebajada en la sutura y casi imperceptiblemente en el lado opuesto;pulpa de color verde amarillento, con textura de consistencia mediana, un poco jugosa, y sabor aceptable.
Hueso no adherente, mediano, algo alargado, semi globoso, con surco dorsal interrumpido en la parte central, los dorsales bastante marcados, y la superficie semi rugosa.
Su tiempo de recogida de cosecha se inicia en su maduración de la primera y segunda decena de  septiembre.

## Usos
La ciruela 'Weirton Gage' se procesan en macedonias de frutas, pero también en postres, repostería, como acompañamiento de carnes y platos. Se transforma en mermeladas, almíbar de frutas, compotas.

## Cultivo
Autofértil, es una muy buena variedad polinizadora de todos los demás ciruelos de Reina Claudia.

## Enfermedades y plagas
Plagas específicas:
Pulgones, Cochinilla parda, aves Camachuelos, Orugas, Araña roja de árboles frutales, Polillas minadoras de hojas, Pulgón enrollador de hojas de ciruelo.
Enfermedades específicas:
Podredumbre parda de las ciruelas.